# Søren Andreasen
Søren Andreasen er en dansk billedkunstner og kurator. Han var i sin tid med i kunstnergruppen og tidsskriftkollektivet Koncern sammen med Jan Bäcklund, Jakob Jakobsen og Jørgen Michaelsen. Han har kurateret flere udstillinger deriblandt Fantom (sammen med Jesper Rasmussen) på Charlottenborg og The Soft Shields of Pleasure på Den Frie. Han har udgivet flere små bøger bl.a. Synthesizer (2001) og Civic (2002).